# لي جيان (لاعب كرة قدم صيني)
لي جيان (بالصينية: Li Jian) (1 مارس 1989 بفوشان في الصين - ) هو لاعب كرة قدم صيني في مركز الوسط. لعب مع Shaanxi Wuzhou F.C. ‏.